# Anos de 9 a.C. a 1 a.C.
Séculos: (Século II a.C. - Século I a.C. - Século I)
Décadas: 50 a.C. 40 a.C. 30 a.C. 20 a.C. 10 a.C. 1 a.C. 1 10 20 30 40
Anos: 9 a.C. 8 a.C. 7 a.C. 6 a.C. 5 a.C. 4 a.C. 3 a.C. 2 a.C. 1 a.C.
Este artigo é sobre o período entre os anos 9 a.C. e 1 a.C. Como não houve ano zero, nem no calendário gregoriano, nem no juliano,  este período, entre 10 a.C. e 1 d.C., exclusive, contém apenas nove anos.

## Nascimentos
- c. 4 a.C.:
  - Séneca, filósofo romano e estadista, morto em 65 d.C..[2]

- Data desconhecida*
  - Jesus Cristo, figura central do Cristianismo. Não há consenso entre as diversas fontes, sobre qual o ano exato. No entanto, algumas das fontes localizam o nascimento de Jesus entre os anos de 7 a.C. a 2 a.C.. [3] (m. 30 a 33 d.C.).